# Emanuel de Witte

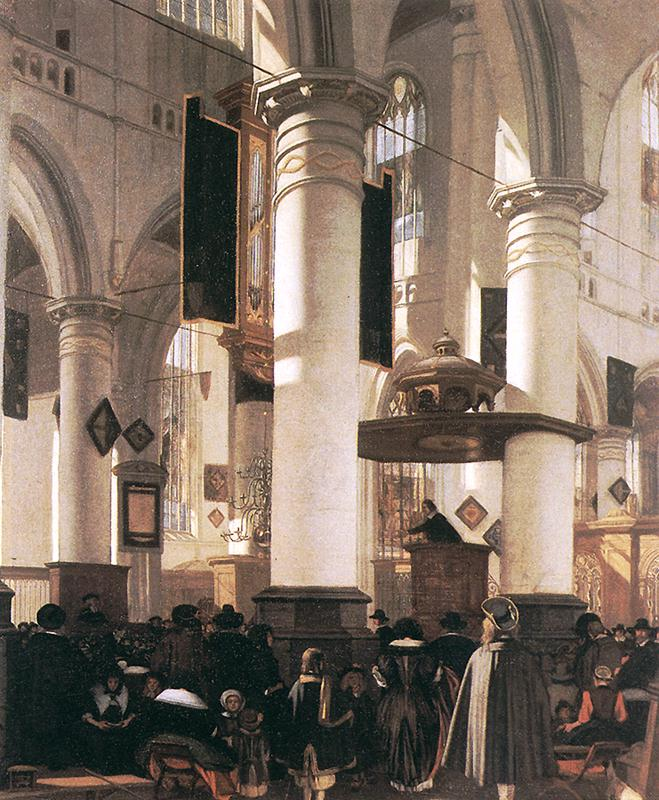
Interior de una iglesia, por Emanuel de Witte, h. 1660, óleo sobre lienzo, 80 x 66 cm, Museo del Hermitage, San Petersburgo.

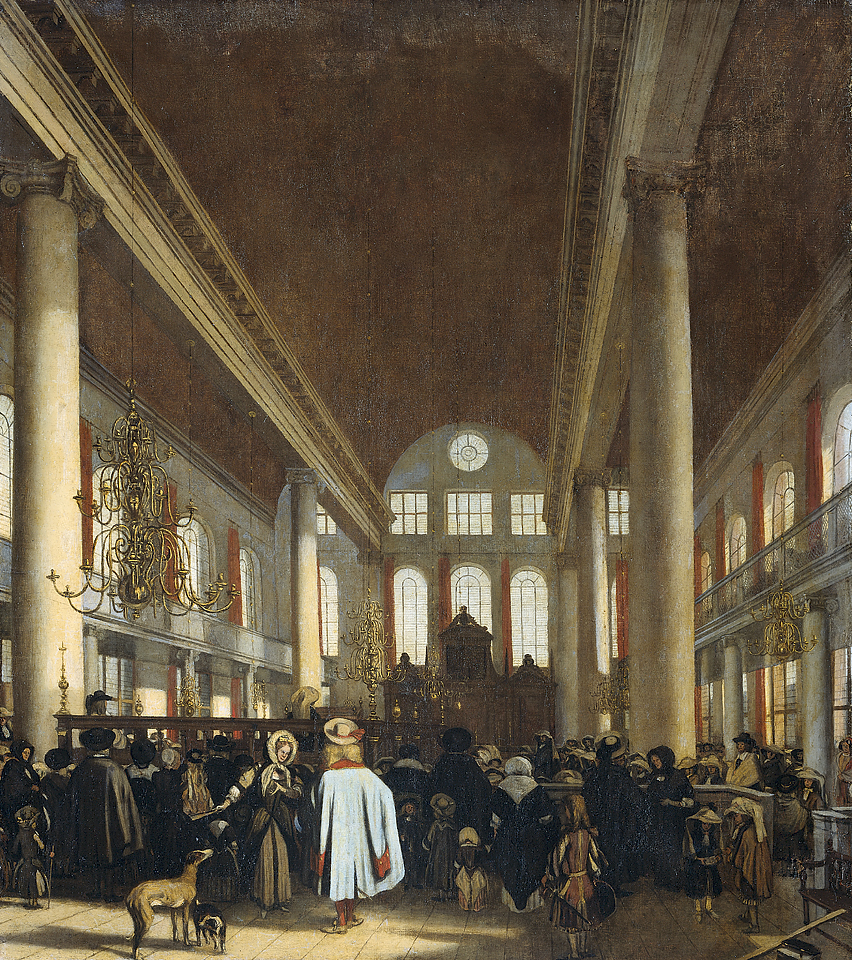
Interior de una sinagoga portuguesa en Ámsterdam, pintura de Emanuel de Witte.

Emanuel de Witte (Alkmaar, h. 1617-Ámsterdam, 1691) fue un pintor de perspectivas holandés del Barroco. En contraste con Pieter Jansz Saenredam, que enfatizaba la exactitud, De Witte se preocupó especialmente por la atmósfera.

## Biografía
Emanuel nació en Alkmaar y se unió a la guilda de San Lucas (gremio de pintores) local en 1636. Después de unos años en Róterdam, se trasladó a Delft y estudió con Evert van Aelst. En 1651 de Witte se estableció en Ámsterdam; su primera mujer murió en 1655. Se casó entonces con una huérfana de 23 años, Lysbeth van der Plas, quien ejerció una mala influencia sobre la hija del pintor, de 17 años. Ambas fueron acusadas e interrogadas en diciembre de 1659 por robar cuatro veces a un vecino. La primera vez la chica escaló la valla un domingo cuando nadie estaba en casa, volviendo por el tejado, la última vez abrió un agujero en la pared. Lysbeth, embarazada, tuvo que abandonar la ciudad por un periodo de seis años; vivió en las afueras del muro de la ciudad y murió, probablemente de la plaga, en 1663. 
Después del arresto de su mujer y de su hija por robo, De Witte se vio forzado a entrar al servicio del notario de Ámsterdam y marchante de arte, Joris de Wijs, entregando toda su obra a cambio de habitación, comida y 800 guilders anuales. De Witte incumplió el contrato, y fue demandado por el marchante, viéndose forzado a obligarse más aún como resultado. Varios mecenas proporcionaron apoyo a De Witte, pero estas relaciones no acabaron bien, pues tendía a gritar a los clientes y la gente que le veía trabajar en las iglesias. Según los archivos, tenía el hábito de jugar e intervino en una pelea con Gérard de Lairesse. Según Arnold Houbraken, después de una discusión sobre la renta, Emanuel De Witte se colgó de un puente una fría tarde de 1692. La cuerda se rompió y De Witte se ahogó. Debido a que el canal se heló esa noche, su cadáver no se encontró hasta once semanas después, en la primavera de 1692.

## Obra
Se le considera un genuino representante de la escuela de Delft. De Witte inicialmente pintó retratos así como escenas mitológicas y religiosas. Después de trasladarse de Delft a Ámsterdam en 1651 de Witte se especializó más y más en representar interiores de iglesia, en lo que tal vez fuera influencia de Fabritius. Pintó la antigua iglesia de Ámsterdam casi desde cada esquina. A veces combinaba aspectos de diferentes iglesias para representar interiores de iglesias ideales, poblándolas con practicantes, casi siempre acompañados de perros; estas figuras animan la escena, contribuyendo a crear una mayor sensación de amplitud. Destacaba en la composición y en el uso de la luz, lo que demuestra que el ambiente así creado era el verdadero tema de sus cuadros. Crea así «espacios de ambiente», frente a los «espacios de realidad» de Saenredam.